# TOPPANトラベルサービス
TOPPANトラベルサービス株式会社（英: TOPPAN Travel Service Inc.）は、日本の旅行業者。
TOPPANホールディングスの完全子会社。

## 略歴
1973年、前身となる「株式会社クニオ・トラベル・コーポレーション」が凸版印刷（後のTOPPANホールディングス）と資本提携を結び「株式会社クニオ・トッパン・トラベル」として発足。1978年付で商号を「株式会社トッパントラベルサービス（英: TOPPAN TRAVEL SERVICE CORPORATION）」、2025年4月1日付で商号を「TOPPANトラベルサービス株式会社」に変更している。
業務渡航（海外出張）を主体とする旅行会社であり、IATA発券エージェントでTOPPANグループにとどまらず、広く営業を行っている。

## 営業拠点
本社
- 〒105-0013 東京都港区浜松町2丁目6番2号藤和浜松町ビル

名古屋営業所
- 〒460-0008 名古屋市中区栄一丁目13番2号愛織第二ビル5F

大阪営業所
- 〒540-0012 大阪市中央区谷町三丁目2番11号フラッグスビル4F